# Lotus Mark 9
 (2 juin 2024).

La Lotus Mark 9 est une voiture de piste conçue par le constructeur britannique Lotus, elle sera suivie par la Lotus Eleven.
Chronologie des modèles (1955)